# Johan Fredrik Silfwerbrand
Johan Fredrik Silfwerbrand, född 24 juli 1764 i Lövångers socken, Västerbottens län, död 28 mars 1824 i Kukkola, Karl Gustavs socken, Norrbottens län, var en svensk militär.

## Biografi
Johan Fredrik Silfwerbrand inledde sin militära karriär 1772 när han blev volontär vid Västerbottens regemente. Han avancerade i graderna och var sergeant vid utbrottet av Gustav III:s ryska krig, under vilket han befordrades till fänrik. Han fick senare tjänst som löjtnant år 1795, men blev kort efter finska krigets start befordrad till stabskapten och utmärkte speciellt sina militära förmågor under slaget vid Pulkkila. Silfwerbrand fick avsked i tjänst som major år 1813 och avled år 1824.

## Familj
Silfwerbrand gifte sig med Susanna Tornberg (1774–1845) den 30 juni 1791 i Torneå. Tillsammans fick de 14 barn: Anna Charlotta (1792); Johan Fredrik (1792); Johan Fredrik (1794–1813), sergeant; Gustaf Adolf (1795–1874), major; Carl Magnus (1796–1846), fänrik; Hedvig Sofia (1798); Mattias Ulrik (1799–1866), kapten; Erik Magnus (1801–1802); Ambrosius Magnus (1802–1817); Laurentius (1805–1852), fanjunkare; Susanna Fredrik (1807–1890), gift Tornérhielm; Salomon Augustin (1809–1853); Alexander (1813); Teodor (1816–1878), furir.